# Палеодиктиоптери
 Палеодиктиоптери (Palaeodictyoptera) — вимерлий ряд палеозойський крилатих комах з інфракласу Давньокрилі (Palaeoptera). Ряд існував протягом кам'яновугільного та пермського періодів (318–251 млн років тому). Це одні з найбільш ранніх, відомих на нині, крилатих комах. Наприклад, скам'янілі фраґменти Delitzschala bitterfeldensis (Brauckmann & Schneider, 1996) датуються раннім карбоном — понад 320 млн років тому. Вони живилися соком рослин – переважно папоротей, в тім числі й насінних. Описано понад 220 видів-представників ряду палеодиктиоптери.

## Опис
Судячи по рештках, палеодиктиоптери були досить великими комахами. Розмах крил деяких представників ряду нерідко перевищував 50 см. Найбільшим, із відомих видів, був Mazothairos enormis (Kukalová-Peck & Richardson, 1983), розмах крил якого сягав 55 см. Їхньою відмітною ознакою був колючий хоботок, що був органом, який брав участь в харчуванні. Такі комахи харчувалися тільки частинами древніх рослин, головним чином кордаїтїв. Задні крила палеодиктиоптерів зазвичай були ширшими і довшими за передні. Всю поверхню крила покривала густа сітка тонких прожилок. Черевце комах завершувалося парними, дещо видовженими церками. Самиці мали колючий яйцеклад. Незвичність зовнішнього вигляду цих древніх комах полягає у наявності на їх передньоспинці невеличких крилець, які, як вважають вчені, жодної участі у польоті не брали. У скам'янілих залишках часто трапляються відбитки палеодиктиоптер із надзвичайно строкатими крилами, що свідчить про багатство їх форм і кольорів.

## Розвиток
Як і всі інші комахи з прямим розвитком, палеодиктиоптери, у життєвому циклі, проходили стадії яйця, німфи та імаґо. Преімаґінальні стадії палеодиктиоптер у скам'янілому стані, тривалий час, залишались невідомими. Вчені лише гадали як могли виглядати їхні німфи, аж поки палеонтологи не звернули увагу на описаного у 1913-му році зяброногого рака Rochdalia parkeri (Woodward, 1913), який дуже нагадував німфу водних комах. Детальні дослідження показали, що його зовнішній вигляд неймовірним чином ідентичний дорослим палеодиктеоптерам, хіба лиш із зачатками трьох пар крил. То ж преімаґінальні стадії палеодиктиоптер розвивались у воді.

## Класифікація
- Archaemegaptilidae
- Breyeriidae
- Calvertiellidae
- Dictyoneuridae
- Elmoboriidae
- Eugereonidae
- Fouqueidae
- Graphiptilidae
- Homoiopteridae
- Lithomanteidae
- Lycocercidae
- Mecynostomatidae
- Megaptilidae
- Spilapteridae
- Syntonopteridae
- Tchirkovaeidae
- Роди incertae sedis:

Althansia — Ametretus — Amousus — Anagesthes — Anthracosta — Asiodictya — Bathytaptus — Bojoptera — Boltonocosta — Catadyesthus — Compsoneura — Diexodus — Eumecoptera — Eurydictyella — Eurythmopteryx — Gegenemene — Haplophlebium — Heolus — Idoptilus — Jongmansia — Kansasia — Lodetiella — Mammia — Mecynoptera — Mecynostomites — Monsteropterum — Palaiotaptus — Palapteris — Paramecynostoma — Paramegaptilus — Platephemera — Propalingenia — Pseudomecynostoma — Psychroptilus — Pteronidia — Rochdalia — Saarlandia — Sabitaptus — Schedoneura — Severinopsis — Titanodictya — Turnbullia